# 薬師るり
薬師 るり（やくし るり）は、日本の女性シンガーソングライター。茨城県・稲敷郡阿見町出身。血液型はA型。

## 来歴・人物
「薬師るり」の芸名の由来は「薬師」が薬剤師の資格を持っていることから。「るり」が瑠璃色やラピスラズリが好きで、平仮名2文字の名前に憧れていて好きな言葉であったため。
大学卒業後、調剤薬局で薬剤師の仕事の傍ら、音楽活動を始める。2005年にデビュー。
シンガーソングライターとして、多くのPCゲーム、OVA、コンシューマーゲーム、ラジオ、映画等の音楽制作、主題歌、挿入歌、エンディングなどの作詞・作曲、ボーカルを務める他、声優や他アーティスト等への楽曲提供も行っている。
年に一度の自らの誕生日前後にワンマンライブを開催。アニメ・ゲーム・同人系アーティストを集めた主催ライブ「B.I.A.Live」も定期的に開催している。ニコ生連動イベント「薬師るりの美少女ゲームあれこれ」も月二回程度のペースで開催中。
2008年に声優の宮沢ゆあなとユニット「Cheerful+Colorful」（略して「ちあから」）を結成し、作曲を担当。現在はユニットは停止中。
2011年9月に音楽制作団体「KParaMUSIC」を根本克則と設立、代表を務める。薬師るりが作詞/作曲/歌唱、根本克則が編曲/エンジニア/ギターを担当するスタイルが多い。
2015年に同じ誕生日であるKiccoとユニット「Wishes918」を結成した。
2016年に青葉りんご・櫻井ありす・御苑生メイとユニット「モエこえ革命BERG」を結成した。その後メンバーにshizukuを加え、ライブ活動を中心に活動している。

## ディスコグラフィー

### シングル
|     | 発売日         | タイトル                         | 規格品番  |
| --- | -------------- | -------------------------------- | --------- |
| 1st | 2005年12月31日 | キャンバス/キラキラ              | YRSD-0001 |
| 2nd | 2006年1月28日  | 月影と嵐/このまま…               | YRSD-0002 |
| 3rd | 2006年2月18日  | Destiny/necessary                | YRSD-0003 |
| 4th | 2006年3月18日  | ずっと一緒にいようね/つよがり    | YRSD-0004 |
| 5th | 2006年12月6日  | Precious word 〜君につたえたい〜 | YRSD-0005 |
| 6th | 2007年5月18日  | 先生☆教えて!                     | YRSD-0006 |
| 7th | 2011年6月17日  | ドレミファそらの学校             | YRCD-0001 |

### アルバム
|  | 発売日 | タイトル | 規格品番 |  |
|  | ------ | -------- | -------- |  |

| 『colorful expression』                                                              | 『colorful expression』        |                                           |
| 薬師るり の スタジオ・アルバム                                                       | 薬師るり の スタジオ・アルバム |                                           |
| ------------------------------------------------------------------------------------ | ------------------------------ | ----------------------------------------- |
| リリース                                                                             | 2006年5月4日                   |                                           |
| 録音                                                                                 | 日本                           |                                           |
| ジャンル                                                                             | J-POP                          |                                           |
| レーベル                                                                             | あさがやドラム YRAD-0001       |                                           |
| 薬師るり アルバム 年表                                                               |                                |                                           |
| \| \| colorful expression （2006年） \| STEP〜さいどすてっぷ主題歌集〜 （2008年） \| |                                |                                           |
| テンプレートを表示                                                                   |                                |                                           |
|                                                                                      | colorful expression （2006年） | STEP〜さいどすてっぷ主題歌集〜 （2008年） |

|  | colorful expression （2006年） | STEP〜さいどすてっぷ主題歌集〜 （2008年） |

| クレジット               | クレジット                                                |
| ------------------------ | --------------------------------------------------------- |
| 薬師るり                 | Chorus（#1、#3、#5-#9、#11） Guitars（#7） Bass（#7）     |
| Kazuhito Kikuchi         | All Instrumental（#1、#9） Programming（#3、#6）          |
| 小川敬一                 | Drums（#2、#5、#7、#8） A.Guitar（#5） Programming（#11） |
| Tohru(HAND MADE SQUARE)  | Guitar（#2、#5、#8、#10）                                 |
| Yusuke(HAND MADE SQUARE) | Bass（#2、#4、#5、#8、#10） Chorus（#4）                  |
| 根本克則                 | E.Guitar（#3、#6）                                        |
| 荒牧賢治(IVORYBOAT)      | Guitar&Programming（#4）                                  |
| Tsune                    | Chorus（#4）                                              |
| Ogawa                    | Chorus（#4）                                              |
| Ayumi                    | Chorus（#4）                                              |
| Shinobu                  | Chorus（#4）                                              |
| MASA                     | Guitar（#11）                                             |

| 『STEP〜さいどすてっぷ主題歌集〜』                                                                            | 『STEP〜さいどすてっぷ主題歌集〜』        |                          |
| 薬師るり の ミニアルバム                                                                                      | 薬師るり の ミニアルバム                  |                          |
| --- | ----------------------------------------- | ------------------------ |
| リリース | 2008年9月18日                             |                          |
| 録音 | 日本                                      |                          |
| ジャンル | J-POP                                     |                          |
| レーベル | あさがやドラム YRAD-0002                  |                          |
| 薬師るり アルバム 年表                                                                                        |                                           |                          |
| \| colorful expression （2006年） \| STEP〜さいどすてっぷ主題歌集〜 （2008年） \| colorful life （2009年） \| |                                           |                          |
| テンプレートを表示                                                                                            |                                           |                          |
| colorful expression （2006年）                                                                                | STEP〜さいどすてっぷ主題歌集〜 （2008年） | colorful life （2009年） |

| colorful expression （2006年） | STEP〜さいどすてっぷ主題歌集〜 （2008年） | colorful life （2009年） |

| クレジット       | クレジット            |
| ---------------- | --------------------- |
| 薬師るり         | Chorus（#2、#7）      |
| Kazuhito Kikuchi | Programming（#2、#7） |
| 根本克則         | E.Guitar（#2）        |

| 『colorful life』                                                                                       | 『colorful life』              |                          |
| 薬師るり の スタジオ・アルバム                                                                          | 薬師るり の スタジオ・アルバム |                          |
| --- | ------------------------------ | ------------------------ |
| リリース                                                                                                | 2009年9月18日                  |                          |
| 録音 | 日本                           |                          |
| ジャンル                                                                                                | J-POP                          |                          |
| レーベル                                                                                                | あさがやドラム YRAD-0003       |                          |
| 薬師るり アルバム 年表                                                                                  |                                |                          |
| \| STEP〜さいどすてっぷ主題歌集〜 （2008年） \| colorful life （2009年） \| colorful plus （2010年） \| |                                |                          |
| テンプレートを表示                                                                                      |                                |                          |
| STEP〜さいどすてっぷ主題歌集〜 （2008年）                                                               | colorful life （2009年）       | colorful plus （2010年） |

| STEP〜さいどすてっぷ主題歌集〜 （2008年） | colorful life （2009年） | colorful plus （2010年） |

| クレジット       | クレジット                                                    |
| ---------------- | ------------------------------------------------------------- |
| 薬師るり         | Chorus（#1、#3-4、#7-11）                                     |
| 根本克則         | E.Guitar（#1、#3、#8、#10-11） All Instrumental（#2、#7、#9） |
| Kazuhito Kikuchi | All Instrumental（#4、#6） Programming（#8、#10）             |
| 高橋京           | Programming（#1、#11）                                        |
| 小川敬一         | A.Guitar（#1、#11）                                           |
| 土谷知幸         | Programming（#3）                                             |
| 吟               | Special Thanks（#2）                                          |

| 『colorful plus』                                                                                   | 『colorful plus』                                                       |                                       |
| 薬師るり の スタジオ・アルバム                                                                      | 薬師るり の スタジオ・アルバム                                          |                                       |
| --------------------------------------------------------------------------------------------------- | ----------------------------------------------------------------------- | ------------------------------------- |
| リリース                                                                                            | 2010年9月18日                                                           |                                       |
| 録音                                                                                                | 日本                                                                    |                                       |
| ジャンル                                                                                            | J-POP                                                                   |                                       |
| レーベル                                                                                            | SMA/ARIELWAVE DISTRIBUTION (KParaMusicの独占ライセンス) DMYR-0001〜0002 |                                       |
| プロデュース                                                                                        | ダン・バラン                                                            |                                       |
| 薬師るり アルバム 年表                                                                              |                                                                         |                                       |
| \| colorful life （2009年） \| colorful plus （2010年） \| 春夏秋冬〜ColorfulSeason〜 （2010年） \| |                                                                         |                                       |
| テンプレートを表示                                                                                  |                                                                         |                                       |
| colorful life （2009年）                                                                            | colorful plus （2010年）                                                | 春夏秋冬〜ColorfulSeason〜 （2010年） |

| colorful life （2009年） | colorful plus （2010年） | 春夏秋冬〜ColorfulSeason〜 （2010年） |

| 『春夏秋冬〜ColorfulSeason〜』                                                                        | 『春夏秋冬〜ColorfulSeason〜』        |                            |
| 薬師るり の ミニアルバム                                                                              | 薬師るり の ミニアルバム              |                            |
| --- | ------------------------------------- | -------------------------- |
| リリース                                                                                              | 2011年9月25日                         |                            |
| 録音                                                                                                  | 日本                                  |                            |
| ジャンル                                                                                              | J-POP                                 |                            |
| レーベル                                                                                              | KParaMUSIC KPCD-0001                  |                            |
| 薬師るり アルバム 年表                                                                                |                                       |                            |
| \| colorful plus （2010年） \| 春夏秋冬〜ColorfulSeason〜 （2010年） \| I LOVE MY MUSIC （2013年） \| |                                       |                            |
| テンプレートを表示                                                                                    |                                       |                            |
| colorful plus （2010年）                                                                              | 春夏秋冬〜ColorfulSeason〜 （2010年） | I LOVE MY MUSIC （2013年） |

| colorful plus （2010年） | 春夏秋冬〜ColorfulSeason〜 （2010年） | I LOVE MY MUSIC （2013年） |

| 『I LOVE MY MUSIC』                                                                                 | 『I LOVE MY MUSIC』            |                        |
| 薬師るり の スタジオ・アルバム                                                                      | 薬師るり の スタジオ・アルバム |                        |
| --------------------------------------------------------------------------------------------------- | ------------------------------ | ---------------------- |
| リリース                                                                                            | 2013年1月25日                  |                        |
| 録音                                                                                                | 日本                           |                        |
| ジャンル                                                                                            | J-POP                          |                        |
| レーベル                                                                                            | KParaMUSIC KPCD-0004           |                        |
| 薬師るり アルバム 年表                                                                              |                                |                        |
| \| 春夏秋冬〜ColorfulSeason〜 （2010年） \| I LOVE MY MUSIC （2013年） \| flower shop （2014年） \| |                                |                        |
| テンプレートを表示                                                                                  |                                |                        |
| 春夏秋冬〜ColorfulSeason〜 （2010年）                                                               | I LOVE MY MUSIC （2013年）     | flower shop （2014年） |

| 春夏秋冬〜ColorfulSeason〜 （2010年） | I LOVE MY MUSIC （2013年） | flower shop （2014年） |

| 『flower shop』                                                               | 『flower shop』                |                 |
| 薬師るり の スタジオ・アルバム                                                | 薬師るり の スタジオ・アルバム |                 |
| ----------------------------------------------------------------------------- | ------------------------------ | --------------- |
| リリース                                                                      | 2014年9月26日                  |                 |
| 録音                                                                          | 日本                           |                 |
| ジャンル                                                                      | J-POP                          |                 |
| レーベル                                                                      | KParaMUSIC KPCD-0005           |                 |
| 薬師るり アルバム 年表                                                        |                                |                 |
| \| I LOVE MY MUSIC （2013年） \| flower shop （2014年） \| JUMP （2015年） \| |                                |                 |
| テンプレートを表示                                                            |                                |                 |
| I LOVE MY MUSIC （2013年）                                                    | flower shop （2014年）         | JUMP （2015年） |

| I LOVE MY MUSIC （2013年） | flower shop （2014年） | JUMP （2015年） |

| 『JUMP』                                                                 | 『JUMP』                       |                       |
| 薬師るり の スタジオ・アルバム                                           | 薬師るり の スタジオ・アルバム |                       |
| ------------------------------------------------------------------------ | ------------------------------ | --------------------- |
| リリース                                                                 | 2015年9月25日                  |                       |
| 録音                                                                     | 日本                           |                       |
| ジャンル                                                                 | J-POP                          |                       |
| レーベル                                                                 | KParaMUSIC KPCD-0006           |                       |
| 薬師るり アルバム 年表                                                   |                                |                       |
| \| flower shop （2014年） \| JUMP （2015年） \| ありがとう （2016年） \| |                                |                       |
| テンプレートを表示                                                       |                                |                       |
| flower shop （2014年）                                                   | JUMP （2015年）                | ありがとう （2016年） |

| flower shop （2014年） | JUMP （2015年） | ありがとう （2016年） |

| 『ありがとう』                                    | 『ありがとう』                 |  |
| 薬師るり の スタジオ・アルバム                    | 薬師るり の スタジオ・アルバム |  |
| ------------------------------------------------- | ------------------------------ |  |
| リリース                                          | 2016年10月28日                 |  |
| 録音                                              | 日本                           |  |
| ジャンル                                          | J-POP                          |  |
| レーベル                                          | KParaMUSIC KPCD-0007           |  |
| 薬師るり アルバム 年表                            |                                |  |
| \| JUMP （2015年） \| ありがとう （2016年） \| \| |                                |  |
| テンプレートを表示                                |                                |  |
| JUMP （2015年）                                   | ありがとう （2016年）          |  |

| JUMP （2015年） | ありがとう （2016年） |  |

### コンピレーション収録
- STAR☆REMIND
  - 絆
    - 2006年12月15日 / ACCD-003
- hallucination
  - 同人ゲーム『Miniature Cast』OP主題歌
  - 作詞：凪原みどり&Miyashi (hime+) / 作曲・編曲：Meeon (hime+)
- GWAVE 2009 2nd Ace
  - spider

2010年7月30日 / IMAE-00042 / GWAVE
- Angel's share
  - Brave New World
    - 作詞 - 薬師るり / 作曲 - クサノユウキ / 編曲 - クサノユウキ、難波研、77works / 歌 - るりジウム（薬師るり×イリジウム）
    - PCゲーム『Love&Piss 〜少女のガマンが世界を救う〜』オープニングテーマ

2013年12月31日（C85） / FLMB-0001 / flam/mable
- C:drive. 催眠シリーズ VOCAL MEMORIES
  - サヨナラしたら
  - スイッチ
  - “大切なほんとのこと”
    - 歌 - Cheerful+Colorful

  - リア充しようよ!
  - ダメなのに

2014年8月14日（電気外祭り） / （型番無し） / C:drive.
- 魔女こいにっき COMPLETE SOUNDTRACK Marching Caravan
  - Dragon Burger
    - PCゲーム『魔女こいにっき』イメージソング
    - 作詞・作曲 - 樋口秀樹 / エレクトリックピアノ - 宇都圭輝

2014年12月30日 / SPQB-14731-2
- 妄想Compilation!
  - 恋愛フェアトレード -ERIKA ver.-
    - 作詞 - 小林公示＆薬師るり / 作曲 - 薬師るり / 編曲 - 根本克則 / 歌 - 雪村とあ

  - わたしだけの秘密 -KUKUKO ver.-
    - 作詞 - 小林公示＆薬師るり / 作曲 - 薬師るり / 編曲 - 根本克則 / 歌 - 小倉結衣

  - sweet×bitter=chocolate -MARI ver.-
    - 作詞 - 小林公示＆薬師るり / 作曲 - 薬師るり / 編曲 - 根本克則 / 歌 - 結衣菜

  - 夢の中まで会いに来て -SANAKA ver.-
    - 作詞 - 小林公示＆薬師るり / 作曲 - 薬師るり / 編曲 - 根本克則 / 歌 - 早瀬ゃょぃ

  - Sync Hro Rhytm -MIA ver.-
    - 作詞 - 小林公示＆薬師るり / 作曲 - 薬師るり / 編曲 - 根本克則 / 歌 - 榊原ゆい

  - 笑顔でさよなら
    - 作詞 - 小林公示＆薬師るり / 作曲 - 薬師るり / 編曲 - 根本克則 / 歌 - 保科めぐみ

2015年8月13日（電気外祭り）

### CD未収録
- 幻夢想
  - OVA「魔界騎士イングリッド」エンディングテーマ

## 他アーティストへの楽曲提供
Cheerful+Colorfulへの楽曲提供は、Cheerful+Colorfulの項を参照。

### 作詞・作曲
- STAR☆REMIND
  - 編曲 - 田部常臣 / 歌 - 後藤沙緒里、相沢舞
  - WEBラジオ『クロウズヤードJトラブル・ジャンクション』オープニングテーマ
- Sugar+Maple=!
  - 編曲 - Kazuhito Kikuchi / 歌 - 後藤沙緒里、相沢舞
  - WEBラジオ『クロウズヤードJトラブル・ジャンクション』エンディングテーマ
- あの空を目指して
  - 編曲 - 土谷知幸 / 歌 - Rita
  - PCゲーム『ホリゾーンの上 〜預言の書〜』オープニングテーマ
- Path Of Destiny
  - 編曲 - Kazuhito Kikuchi / 歌 - Tempaly（上田朱音・朝樹りさ）
  - PS2/PSPゲーム『戦極姫 -戦乱に舞う乙女達-』エンディングテーマ
- 笑顔のキミを見せて
  - 編曲 - 土谷知幸 / 歌 - Rita
  - PCゲーム『お姫様はぱんてられお』オープニングテーマ
- おかえり
  - 編曲 - 土谷知幸 / 歌 - Rita
  - PCゲーム『お姫様はぱんてられお』エンディングテーマ
- サヨナラしたら-遥 ver.-
  - 編曲 - Kazuhito Kikuchi / 歌 - 陽明里遥（藤森ゆき奈）
  - PCゲーム『催眠生活〜校則だから仕方ない!?〜』陽明里遥エンディングテーマ・カバー
- 笑顔でさよなら
  - 編曲 - 根本克則 / 作詞 - 小林公示、薬師るり / 歌 - 保科めぐみ
  - PCゲーム『妄想コンプリート!』エンディングテーマ
- オカエリいつも
  - 編曲 - 根本克則 / 歌 - 近江知永
  - PCゲーム『こいなかlovers』オカエリED
- 魔法の合言葉
  - 編曲 - 根本克則 / 歌 - 槇ななり
  - PCゲーム『お兄ちゃん、キッスの準備はまだですか?』まひるED
- 透けちゃって!
  - 編曲 - 根本克則 / 歌 - 夢月やみ、花澤さくら、姫乃木つばさ、広深香菜
  - PCゲーム『透けちゃって!! 〜九死に一生を得て濃密セカンドライフ〜』オープニングテーマ
- 月夜のワルツ
  - 作詞 - 薬師るり・大生直夜 / 編曲 - 根本克則 / 歌 - 保科めぐみ
  - PCゲーム『恋愛教室』エンディングテーマ
- ここは夢だけで作られた世界
  - 編曲 - 根本克則 / 歌 - 夢月やみ、広深香菜、姫乃木つばさ、DJキング
  - PCゲーム『透けちゃって!!〜九死に一生を得て濃密セカンドライフ〜』エンディングテーマ
- だって、私のだもん!
  - 編曲 - 根本克則 / 歌 - 夜桜真里亜
  - PCゲーム『巨乳ドスケベ学園』エンディングテーマ
- いつまでも恋してる!
  - 編曲 - 根本克則 / 歌 - 夢乃ゆき
  - PCゲーム『いつまでも俺は母に恋してる!』オープニングテーマ
- アペイリア
  - 編曲 - 根本克則 / 歌 - 薬師ゆり
  - PCゲーム『景の海のアペイリア』オープニングテーマ

### 作曲
- 涙の欠片
  - 作詞 - 宮沢ゆあな / 編曲 - 松美夜孤雨兵 / 歌 - かわしまりの
  - PCゲーム『ここより、はるか』エンディングテーマ
- 強くなるために…
  - 作詞 - 宮沢ゆあな / 編曲 - 松美夜孤雨兵 / 歌 - 青葉りんご
  - PCゲーム『あい☆きゃん』エンディングテーマ
- ユウキノオマジナイ☆
  - PC/PS2/PSPゲーム『萌え萌え2次大戦(略)』イメージソング
  - 作詞 - 宮沢ゆあな / 編曲 - 松美夜孤雨兵 / 歌 - 成瀬未亜、朝樹りさ・上田朱音
- はぴてんのうた☆
  - 作詞 - 游かずみ、ekoda妖精 / 編曲 - 土屋雅夢 / 歌 - はぴてん♪（朝樹りさ・上田朱音・小倉唯・寺門仁美）
  - PS2ゲーム『お掃除戦隊くりーんきーぱーH』オープニングテーマ
- さくらのように。
  - 作詞 - 宮沢ゆあな / 編曲 - 松美夜孤雨兵 / 歌- 青葉りんご
  - PCゲーム『さくらテイル』エンディングテーマ
- わたしのつばさ
  - 作詞 - 宮沢ゆあな / 編曲 - 松美夜孤雨兵 / 歌 - 風音
  - PCゲーム『さくらテイル』挿入歌
- キュアハート
  - 作詞 - 宮沢ゆあな / 編曲 - Kazuhito Kikuchi / 歌 - kisa
  - PCゲーム『おっぱいハート〜彼女はケダモノ発情期ッ!?〜』エンディングテーマ
- あなただけのANSWER
  - 作詞 - 宮沢ゆあな / 編曲 - 松美夜孤雨兵 / 歌 - 青葉りんご
  - PCゲーム『あまあね』オープニングテーマ
- go to sweethome!
  - 編曲 - succubus / 歌・作詞 - 宮沢ゆあな
  - Xbox 360ゲーム『俺の嫁 〜あなただけの花嫁〜』オープニングテーマ
- ポジティブルール
  - 作詞 - 宮沢ゆあな / 編曲 - 松美夜孤雨兵 / 歌- 青葉りんご
  - PSPゲーム『オレは少女漫画家』挿入歌
- 撫子色の恋模様
  - 編曲 - 根本克則 / 歌・作詞 - 保科めぐみ
  - PCゲーム『お兄ちゃんシェアリング』撫子双葉エンディングテーマ
- オリジナル・ラブ
  - 編曲 - 根本克則 / 歌・作詞 - 保科めぐみ
  - PCゲーム『超催眠術学園』春日胡桃エンディングテーマ
- ピュア・ウイング
  - 編曲 - 根本克則 / 歌・作詞 - 保科めぐみ
  - PCゲーム『お兄ちゃん、右手の使用を禁止します!』妹尾ゆきエンディングテーマ
- girlS
  - 編曲 - 根本克則 / 歌・作詞 - 咲間絢水
  - PCゲーム『女の子はドSな変態でできている』主題歌
- スイーちゅ♥キッス
  - 編曲 - 根本克則 / 歌・作詞 - 保科めぐみ
  - PCゲーム『お兄ちゃん、キッスの準備はまだですか?』さやエンディングテーマ
- 満点☆学園性活
  - 編曲 - 根本克則 / 歌・作詞 - 新堂真弓
  - PCゲーム『ビッチ姉妹が清純なはずがないっ!』オープニングテーマ
- ふたりの約束
  - 編曲 - 根本克則 / 歌・作詞 - 保科めぐみ
  - PCゲーム『お兄ちゃん、キッスの準備はまだですか? エッチの準備もまだですか?』さやエンディングテーマ
- はっぴー☆がーでん
  - 編曲 - 根本克則 / 歌 - あず、あいり、ゆき（藤田しずく、近藤愛梨、馬渕由妃）
- 月と星のモラトリアム
  - 作詞 - 大生直夜 / 編曲 - 篠原瑞希 / 歌 - 榊原ゆい
  - PCゲーム『恋愛教室』オープニングテーマ
- Eternal Angel
  - 編曲 - 根本克則 / 歌・作詞 - 保科めぐみ
  - アルバム『KParaMUSIC Collection Vol.1 〜Pure Wing〜』収録曲
- ヒカリ
  - 編曲 - 根本克則 / 歌・作詞 - 宇佐美日和
  - PCゲーム『ロスト・エコーズ』悠樹晶穂エンディングテーマ
- お嬢様は羊の皮かぶりッ!?
  - 編曲 - 根本克則 / 歌・作詞 - 新堂真弓
  - PCゲーム『ビッチ学園が清純なはずがないっ!?』オープニングテーマ

## ユニット

### Cheerful+Colorful
Cheerful+Colorfulの項を参照。

### Wishes918
経歴
2015年9月27日「Birthday2015 薬師るり Special Live」にてユニット結成発表
2017年8月25日発売『恋愛教室』イメージソング歌唱担当
メンバー
- Kicco
- 薬師るり

楽曲
- 同じ星の下[3]（未音源化）
- Love and Study days（『恋愛教室』イメージソング）

### モエこえ革命BERG
経歴
2016年に結成
2016年4月24日 ワンマンライブ開催
2016年11月25日発売『ごくかの!』主題歌歌唱担当
2017年1月27日発売『ビッチ姉妹が清純なはずがないっ!!』ED歌唱担当
メンバー
| 名前       | 活動時期    |
| ---------- | ----------- |
| 青葉りんご |             |
| 櫻井ありす |             |
| 御苑生メイ |             |
| 薬師るり   |             |
| shizuku    | 2016年9月〜 |

CD
- BERG
  - BERG
    - 作詞 - 青葉りんご / 作曲 - 天乃啓示
- MAKE A SUMMER
  - MAKE A SUMMER 
    - 作詞 - 青葉りんご / 作曲 - 薬師るり / 編曲 - 根本克則

その他の楽曲
- その愛とらせていただきます!（『ごくかの!』主題歌）
- ハーレムルール（『ビッチ姉妹が清純なはずがないっ!!』ED）

## 配信等
- ドレミファそらの学校（2011年6月6日 - 2012年10月29日）
- ニコ生「薬師るりの美少女ゲームあれこれ」（2013年12月 - ）